# Desigualtat de Bonse
En la teoria de nombres, la desigualtat de Bonse, en honor de H. Bonse, relaciona la mida d'un primorial amb el nombre primer més petit que no apareix en la seva descomposició en factors primers. Indica que si {\displaystyle p_{1},...,p_{n},p_{n+1}}són els nombres primers {\displaystyle n+1} més petits i {\displaystyle n\geq 4}, llavors
{\displaystyle p_{1}\cdots p_{n}>p_{n+1}^{2}.}
(els punts anteriors mostren un primorial de {\displaystyle p_{n}})